# مدينة الأمير هذلول بن عبد العزيز الرياضية
مدينة الأمير هذلول بن عبد العزيز الرياضية في نجران، السعودية هي منشأة رياضية وتضم ملعب متعدد الاستخدامات ولكرة القدم وصالات رياضية أخرى لكرة السلة وكرة المضرب واليد وغيره وصالة مسبح مغطى مساحته 1045. يتسع الملعب الرئيسي لحوالي الـ.12000الف متفرج.